# Distretto di Shuimogou
Il distretto di Shuimogou (水磨沟区S, Shuǐmógōu QūP) è un distretto della Cina, situato nella regione autonoma di Xinjiang e amministrato dalla prefettura di Ürümqi.